# Montreuil-sur-Thonnance
Montreuil-sur-Thonnance település Franciaországban, Haute-Marne megyében. Lakosainak száma 65 fő (2022. január 1.). Montreuil-sur-Thonnance Aingoulaincourt, Effincourt, Osne-le-Val, Pansey, Poissons, Sailly, Suzannecourt és Thonnance-lès-Joinville községekkel határos.

## Népesség
A település népességének változása:
| Lakosok száma | 104  | 90   | 97   | 71   | 65   | 64   | 62   | 59   | 56   | 65   |
|               | 1968 | 1982 | 1990 | 2006 | 2013 | 2015 | 2017 | 2019 | 2020 | 2022 |